# 마린 델테름
마린 델테름(프랑스어: Marine Delterme, 1970년 3월 12일 ~ )는 프랑스의 배우, 화가, 조각가, 전직 모델이다.

## 출연 작품
- 파리 맨해튼 (2012)
- 마네의 제비꽃 여인: 베르트 모리조 (2012)
- 트레졸 (2009)
- 코코 샤넬(영어판) (2008)
- 라 퐁텐 (2007)
- 원스 어폰 엔젤 (2002)
- 바텔 (2000)
- 등산객 (1997)
- 각자의 고양이를 찾아서 (1996)
- 여인들 (1995)
- 팡팡 (1993)
- 11월 (1992)
- 사베지 나이트 (1992)